# Tour de Poitou-Charentes 2016
El Tour de Poitou-Charentes 2016, 30a edició del Tour de Poitou-Charentes, es disputà entre el 23 i el 26 d'agost de 2016 sobre un recorregut de 658,9 km repartits cinc etapes. L'inici de la cursa fou a Angulema, mentre el final fou a Poitiers. La cursa formava part del calendari de l'UCI Europa Tour 2016, amb una categoria 2.1.
El vencedor final fou el francès Sylvain Chavanel (Direct Énergie) aconseguint així el triomf per quarta vegada. El neerlandès Wilco Kelderman (Team LottoNL-Jumbo) obtenia el segon lloc i també la classificació dels joves, i tercer quedava el portuguès Nelson Oliveira (Movistar Team). En les altres classificacions Tom Van Asbroeck (Team LottoNL-Jumbo), vencedor de d'una etapa, guanyà la classificació dels punts, Sander Helven (Topsport Vlaanderen-Baloise) fou el millor en la muntanya i el Team LottoNL-Jumbo el millor equip.

## Equips
L'organització convidà a prendre part en la cursa a sis equips World Tour, nou equips continentals professionals i tres equips continentals:
- equips World Tour: AG2R La Mondiale, FDJ, Team LottoNL-Jumbo, Movistar Team, Team Sky, Team Giant-Alpecin
- equips continentals professionals: Direct Énergie, Fortuneo-Vital Concept, Cofidis, Delko-Marseille, Wilier Triestina-Southeast, Wanty-Groupe Gobert, Topsport Vlaanderen-Baloise, Bardiani Valvole-CSF Inox, GW Erco Shimano
- equips continentals: HP BTP-Auber 93, Roubaix Métropole européenne de Lille, Armée de Terre

## Etapes
| Etapa | Data       | Recorregut                    | Km    | Vencedor d'etapa       | Líder de la general    |
| ----- | ---------- | ----------------------------- | ----- | ---------------------- | ---------------------- |
| 1a    | 23 d'agost | Angulema – Puilboreau         | 189,6 | Nacer Bouhanni (FRA)   | Nacer Bouhanni (FRA)   |
| 2a    | 24 d'agost | La Rochelle – Niort           | 179,8 | Tom Van Asbroeck (BEL) | Tom Van Asbroeck (BEL) |
| 3a    | 25 d'agost | Thuré – Châtellerault         | 95,2  | Nacer Bouhanni (FRA)   | Nacer Bouhanni (FRA)   |
| 4a    | 25 d'agost | Saint-Sauveur – Châtellerault | 23    | Sylvain Chavanel (FRA) | Sylvain Chavanel (FRA) |
| 5a    | 26 d'agost | Thouars – Poitiers            | 171,3 | Sonny Colbrelli (ITA)  | Sylvain Chavanel (FRA) |

## Classificació final
|    | Ciclista               | Equip              | Temps       |
| -- | ---------------------- | ------------------ | ----------- |
| 1  | Sylvain Chavanel (FRA) | Direct Énergie     | 15h 31' 11" |
| 2  | Wilco Kelderman (NED)  | Team LottoNL-Jumbo | + 30"       |
| 3  | Nelson Oliveira (POR)  | Movistar Team      | + 30"       |
| 4  | Primož Roglič (SVN)    | Team LottoNL-Jumbo | + 33"       |
| 5  | Gianni Moscon (ITA)    | Team Sky           | + 51"       |
| 6  | Anthony Roux (FRA)     | FDJ                | + 55"       |
| 7  | Ben Swift (GBR)        | Team Sky           | + 56"       |
| 8  | Jérémy Roy (FRA)       | FDJ                | + 57"       |
| 9  | Sep Vanmarcke (BEL)    | Team LottoNL-Jumbo | + 1' 12"    |
| 10 | Sam Oomen (NED)        | Team Giant-Alpecin | + 1' 20"    |